# Grant Hill (producteur)
Pour les articles homonymes, voir Grant Hill et Hill.
Grant Hill est un producteur de cinéma australien.

## Biographie
Grant Hill débute dans le cinéma en tant que régisseur général en Australie. Il part ensuite pour les États-Unis en tant que directeur de production de Village Roadshow Pictures et supervise notamment la production de Titanic (1997). Depuis Matrix Reloaded (2003), il a participé à tous les projets des Wachowski. En tant que producteur, il a été nommé à l'Oscar du meilleur film pour La Ligne rouge (1998) et The Tree of Life (2011).

## Filmographie
Producteur sauf mention contraire.
- 1993 : Sniper (producteur associé)
- 1994 : The Crow (producteur associé)
- 1996 : L'Ombre et la Proie (coproducteur)
- 1997 : Titanic (coproducteur)
- 1998 : La Ligne rouge
- 2003 : Matrix Reloaded (producteur délégué)
- 2003 : Matrix Revolutions (producteur délégué)
- 2005 : V pour Vendetta
- 2008 : Speed Racer
- 2009 : Ninja Assassin
- 2011 : The Tree of Life
- 2012 : Cloud Atlas
- 2015 : Jupiter : Le Destin de l'univers
- 2015 : Sense8 (série TV)